# 1890 ve fotografii

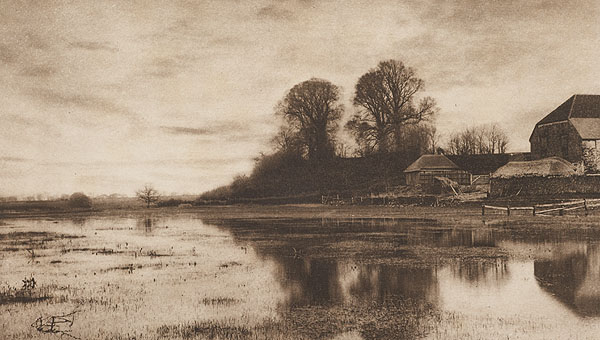
J.B.B. Wellington: Eventide, 1890

Tento článek obsahuje významné fotografické události v roce 1890.

## Události
- Rudolph předvedl anastigmat.
- 25. června – při koňských dostizích v New Jersey byla pořízena první známá cílová fotografie.[1]
- 20. května – J. Hines a A. Howell patentovali automat na výrobu snímků.[2]
- J.B.B. Wellington pořídil snímek Eventide.
- Jacob Riis, pionýr novinářské fotografie, vydal publikaci How the Other Half Lives.

## Narození v roce 1890
- 28. března – Helen Johnsová Kirtlandová, americká fotožurnalistka a válečná korespondentka († 3. října 1979)
- 2. dubna – Aleko Lilius, finský fotograf († 24. června 1977)
- 18. července – Norman Lubbock Robinson, kanadský fotograf († 1951)
- 27. srpna – Man Ray, americký malíř, fotograf, sochař a filmař († 18. listopadu 1976)
- 16. října – Paul Strand, americký fotograf a kameraman českého původu († 31. března 1976)
- 23. listopadu – El Lisickij, ruský a sovětský designér, architekt a fotograf († 1941)
- 3. prosince – Karel Šmirous, český vědec a průkopník barevné fotografie († 8. února 1981)
- ? – Toragoró Ariga, japonský fotograf († 12. května 1993)
- ? – Gladys Reevesová, kanadská fotografka († 26. dubna 1974)
- ? – Nora Dumasová, maďarská fotografka působící v Paříži († 23. května 1979)
- ? – Luis Villaveces Santamaría, kolumbijský obchodník, výrobce hraček, fotograf a účetní (23. ledna 1890 – 5. ledna 1965)

## Úmrtí v roce 1890
- 4. ledna – Stanisław Bizański, polský fotograf (* 16. ledna 1846)
- 26. února – George Valentine, skotský fotograf působící na Novém Zélandu (* 3. června 1852)
- 28. března – Albert Greiner, nizozemský portrétní fotograf (* 6. srpna 1833)
- 1. dubna – Joseph Jessurun de Mesquita, nizozemský fotograf (* 7. září 1865)
- 30. dubna – Archibald Stuart-Wortley, britský politik a amatérský fotograf (* 26. dubna 1832)
- 28. července – Maksymilian Fajans, polský litograf a fotograf (* 1825)
- 15. října – Marthine Lund, první norská fotografka (* 30. listopadu 1816)
- ? – Pompeo Pozzi, italský malíř a fotograf (* 1817)
- ? – Julia Ann Rudolphová, americká studiová fotografka působící v New Yorku a Kalifornii v 19. století. Dokázala se prosadit v době, kdy bylo jen velmi málo profesionálních fotografek, její kariéra trvala pozoruhodných čtyřicet let. (* 1820)